# Antideutsche
Antideutsche són un moviment polític a Alemanya i Àustria sorgit de diverses parts de l'⁣esquerra. S'oposen a un nacionalisme específicament alemany que s'ha fet particularment fort arran de la reunificació alemanya. Altres posicions antialemanyes inclouen la solidaritat amb Israel i l'oposició a l'antisionisme, l'antiamericanisme, l'islamisme, certes formes (" regressives⁣") d'⁣anticapitalisme i antiimperialisme. Aquest moviment ha provocat i continua generant polèmiques dins l'escena política d'esquerres.

## Història conceptual
Markus Mohr i Sebastian Haunss remunten la història del terme "antialemany" a "idees i pensaments motivats més o menys explícitament antialemanys". El 1844, en la seva introducció a la crítica de la filosofia jurídica de Hegel, Karl Marx va expressar "guerra a la situació alemanya!”, va demanar. Sebastian Haffner també va desenvolupar idees antialemanyes a la dècada de 1930 als seus llibres Germany: Jekyll & Hyde i History of a German. Durant la Segona Guerra Mundial, el diplomàtic britànic Robert Vansittart va acusar tots els alemanys de ser "patològicament agressius" i els va descriure com "els esvalotadors de la civilització des de Tàcit⁣".
La Nova Esquerra, apareix per primera vegada a la portada del diari clandestí d'esquerra radical 883 de Berlín el 1927. L'edició del 14 d'agost de 1969 utilitzava la frase "Agitació antialemanya". "Aquest terme sembla haver estat utilitzat per la població militant i anticomunista de primera línia contra els estudiants que volien protestar", digueren afirmarien Markus Mohr i Sebastian Haunss.
Fins a 1989, el terme antialemany encara era un terme estranger força vague per al moviment antipatriòtic alemany nacional, així com per a la política dels aliats cap a Alemanya durant la Segona Guerra Mundial. En el context de la Segona Guerra del Golf el 1991, en la qual, segons el Ministeri Federal de l'Interior, hi va haver manifestacions de simpatia pel règim de Saddam Hussein en manifestacions contra la guerra, la revista Konkret, el seu editor Hermann L. Gremliza i parts de la desintegració de la Lliga Comunista (KB) van expressar la seva solidaritat incondicional amb l'estat d'Israel. El terme només va guanyar la seva significació actual més tard, quan va ser reprès com a autodesignació per un moviment polític específic dins l'esquerra.
La guerra de Kosovo, que el govern federal roig i verd va legitimar amb el passat alemany, va provocar polèmica a l'esquerra política el 1999: la majoria de l'⁣esquerra radical, però també va establir liberals d'esquerra, que van fer costat a Sèrbia i en contra de la intervenció de l'OTAN. Molt pocs "antiimperialistes" van expressar solidaritat amb l'⁣UCK, alguns esquerrans autònoms i "antinacionals" es van girar de manera abstracta tant contra la intervenció de l'OTAN com contra la guerra i el nacionalisme serbi. La posició pro-Sèrbia també va unir els "antialemanys" i els "antiimperialistes", altrament hostils.

## Crítica d'altres moviments d'esquerres
Essencialment, el que es critica és un gir dels antialemanys a la dreta o un "retorn parcial a la comunitat de valors burgesa" amb l'abandonament de les "essències" d'esquerres.
Gerhard Hanloser critica en l'antologia que va editar, "Sie warn die Antideutschesten der deutschen Linken" (traduint-se com "Eren els més antialemanys de l'esquerra alemanya"), i d'acord amb això, una "crítica crítica" com la que Karl Marx va combatre amb relació a Bruno Bauer com a merament teoritzant, no pràctica. Segons Hanloser, aquesta "crítica crítica" és en última instància només una "autoreflexió de les ments suposadament crítiques". La crítica degenera, així, en un "habitus" i s'equipara a la "denúncia" i la "polèmica⁣", que també es reflecteix en l'estil sovint poc objectiu de les publicacions antialemanyes. En un article publicat a la mateixa antologia, Ilse Bindseil critica el fet que els antialemanys finalment no es preocupessin de les conseqüències d'⁣Auschwitz per a la societat alemanya i per a la seva pròpia biografia. Acusa els antialemanys de sectarisme moral i veu la seva causa en una "cerca d'evasió a la innocència" dels post-68, que s'havien d'adonar que la ruptura amb la generació no els protegia de les condicions del "post-68" com una "societat feixista". En lloc de fer justícia a la complexitat de qüestions com Auschwitz, aquesta part de la societat tendeix a tenir esquemes d'acció i reflexió poc complexos que finalment distreuen del problema original i ja no el fan semblar transparent. Dient que "el mal havia d'arribar perquè es pogués arreglar la fractura de la biografia".

## Avaluació per part de les autoritats

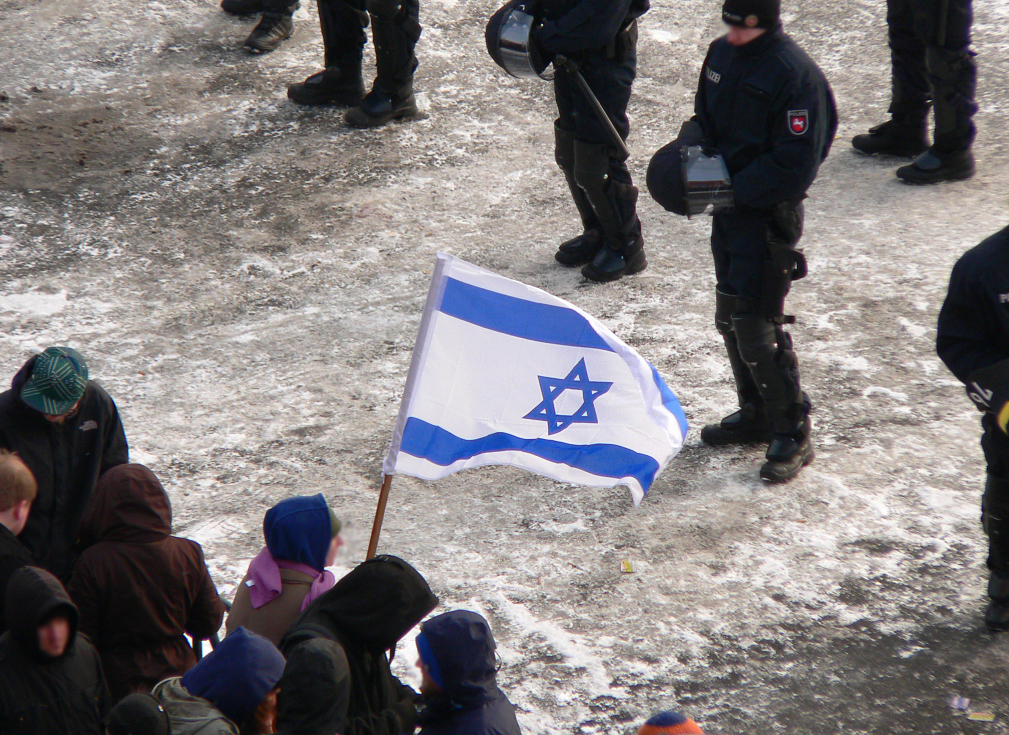
Exhibició d'una bandera israeliana per part dels antialemanys en una manifestació l'any 2013.

L'⁣Oficina Federal de Protecció de la Constitució des del 2006 no va presentar els antialemanys com un bloc unificat a causa de les seves diferents característiques ideològiques. Va citar el compromís amb la "solidaritat incondicional amb la política d'Israel i el poble jueu" com a element comú. Això inclou "l'aprovació de totes les mesures que semblin adequades per assegurar l'existència de l'Estat d'⁣Israel com a únic refugi segur per als supervivents de l'Holocaust. Atès que els EUA van ser vists com l'únic aliat "honest" d'Israel, parts dels antialemanys es van girar en contra de qualsevol forma d'⁣antiamericanisme". L'informe de 2008 de l'Oficina Federal per a la Protecció de la Constitució va veure que ara s'havia superat el punt àlgid de la influència antialemanya sobre "l'extremisme d'esquerra tradicional" i que ja gairebé no rebia cap atenció a l'escena. Els antialemanys ja no eren esmentats a l'informe de l'any següent.
Segons un assaig del politòleg Rudolf van Hülsens publicat per l'⁣Agència Federal d'Educació Cívica l'any 2015, la consciència evident del caràcter racista-antisemita del nacionalsocialisme entre els antialemanys mereix un reconeixement, perquè el fet d'ignorar l'antisemitisme representa un dels errors ideològics més greus de l'antifeixisme. Paral·lelament, els antialemanys s'estan avançant -"probablement sense saber-ho"- cap a la línia divisòria que abans havia separat el compromís democràtic amb el Tercer Món i contra l'extremisme de dreta i l'antisemitisme de les seves distorsions extremistes d'esquerra "antiimperialisme" i "antifeixisme". Es van posar en marxa processos de desvinculació de les ideologies totalitaristes del marxisme-leninisme. No obstant això, l'associació indiferenciada de l'islam amb la violència islamista és una contra-il·lustració i és probable que promogui la misantropia relacionada amb el grup. Això també s'aplica al suggeriment que els alemanys estan especialment predestinats a la violència extremista contra els altres a causa del condicionament mental històric, cultural i col·lectiu.

## Publicacions
El setmanari Jungle World i les revistes Konkret i Bahamas han estat relacionades de diverses maneres amb el moviment antialemany.